# Nico Parker
Nico Parker (nascida em 9 de dezembro de 2004) é uma atriz inglesa. Ela teve seu papel de destaque como Milly Farrier no filme da Walt Disney Pictures, Dumbo (2019), dirigido por Tim Burton.
Ela é filha do cineasta e roteirista inglês Ol Parker e da atriz Thandie Newton.

## Vida pessoal
Parker nasceu em 15 de dezembro de 2004, filha de Ol Parker e Thandie Newton. Ela tem uma irmã mais velha, Ripley, e um irmão mais novo, Booker. Eles nasceram através de partos em casa.

## Carreira
Parker fez sua estreia como atriz como Milly Farrier no filme Dumbo de 2019, dirigido por Tim Burton. O papel trouxe amplo reconhecimento a ela.
Em seguida, ela estrelou ao lado de Naomie Harris e Jude Law na minissérie da HBO, The Third Day (2020). Ela também vai estrelar ao lado de sua mãe como Zoe no filme Reminiscence (2021).

## Filmografia
| † | Denota projetos que ainda não foram lançados |

### Cinema
| Ano  | Título                    | Papel            | Notas        |
| ---- | ------------------------- | ---------------- | ------------ |
| 2019 | Dumbo                     | Milly Farrier    |              |
| 2021 | Reminiscence              | Zoe              |              |
| 2024 | Suncoast                  | Doris            |              |
| 2025 | How to Train Your Dragon† | Astrid Hofferson | Pós-produção |

### Televisão
| Ano  | Título         | Papel | Notas       |
| ---- | -------------- | ----- | ----------- |
| 2020 | The Third Day  | Ellie | 3 episódios |
| 2023 | The Last of Us | Sarah | 2 episódios |